# PSA (鑑定会社)

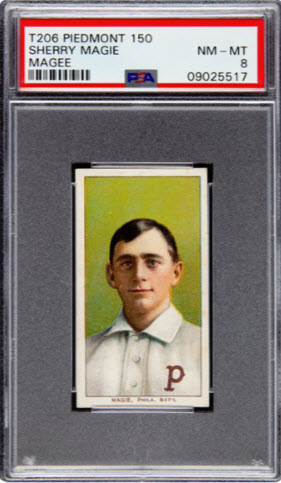
PSAで8の評価を受けた1909年発行のシェリー・マギーのトレーディングカード。エラーカードであり、2018年にヘリテージ・オークションにて66万ドルで落札された。

PSA(英語: Professional Sports Authenticator)とは、アメリカ合衆国を拠点とするトレーディングカードの認証および格付けを行う鑑定会社である。
世界最大の認証サービスを提供しており、1991年の設立以来4,000万枚を超える野球やサッカー、バスケットボールやゲームなどのトレーディングカードの認定を行い、鑑定したアイテムの累積価値は10億ドルを超えている。

## 概要
PSAは1991年7月、硬貨鑑定を行っていたPGCS(Professional Coin Grading Service)のオーナー、デビッド・ホールによって設立された。設立当時はカード鑑定の需要が高くなく、トレーディングカードの鑑定をビジネスとして展開することに否定的な声も多かった。しかしながら科学技術の発展とコレクションアイテムとしてのトレーディングカードの価値の上昇に伴い、精巧な偽物のカードが横行するようになる。トレーディングカードの真贋の見極めが困難になるにつれて第三者機関によるトレーディングカード査定の需要が高まりを見せた。さらにはインターネット・バブルによりeBayを始めとしたサイトによるオンライン売買の普及により、第三者機関によるカードの保証は買い手側に大きな安心感を与える作用をもたらし、PSAの人気をさらに高めることとなった。
PSAは1991年から1998年までに約100万枚のカードの鑑定と認証を行い、以降毎年100万枚を超えるカードの鑑定を実施している。1998年からPSA同様にトレーディングカードの鑑定サービスを提供しているSGC(Sportscard Guaranty)のオーナーであるデイヴ・フォアマンは、1995年から1999年にかけて爆発的に第三者機関によるトレーディングカードの鑑定需要が広まったと述べている。鑑定枚数は2006年に1000万枚を突破、2012年に2000万枚を突破、2018年に3000万枚を突破、2019年に7500万枚を突破している。
1998年に設立されたSGC(Sportscard Guaranty)、1999年に設立されたBGS(Beckett Grading Services)とともにトレーディングカードのグレーディングサービスを提供する三大企業のひとつに数えられており、2025年現在は世界最大のシェアを誇る。

## コレクターユニバース傘下企業
1999年にはコレクターユニバース(Collectors Universe.Inc)が設立され、PSAは真贋の鑑定、グレーディングを行う部門のひとつとなった。PSA以外の部門としてはコインの第三者鑑定を行うPCGS(Professional Coin Grading Service)、年代物のサインやメモラビリアの真贋鑑定を行うPSA/DNA(PSA/DNA Authentication Services)、ビデオゲームの鑑定を行うWata Gamesといった部門がある。2000年からオンライン利用サービスが提供されるようになり、PSAにて鑑定したグレーディング毎の枚数分布データが参照できるようになった。
2018年にCollectors Universe Japan 合同会社として、PSA日本支社が開設された。日本支社開設以降アメリカ本社への認証および格付けの受付のみを行ってきたが、2025年現在は日本支社での認証および格付けを行っている。

## 鑑定評価
PSA鑑定の結果は1から10までの標準化された評価ポイントで複数の検証プロセスにより評価され、鑑定結果はPSAのデータベースに登録される。カード上部に評価ポイントとセキュリティラベル、データベースアクセスのためのバーコードが付与されたラベルが付けられ、不正開封を防止するカードホルダーに封入された取り出し不可の状態で鑑定依頼者に返される。
PSAが公式サイトで公開している各グレードの評価基準は以下の通りである。評価2から9の間においても、当該グレードよりも5-10%品質が高いと判断された場合は、ハーフポイント(0.5点)が加点される場合がある。
PSAのアメリカ本社では、通常の鑑定評価のほか著名人のサイン（Autograph）の鑑定なども行っており、トレーディングカードに直筆サインが書かれている場合はカードとサインの「デュアル鑑定」を依頼することも可能である（なお、日本法人ではそもそもサイン鑑定を受け付けていないため不可）。

### PR1(評価 Poor)
深刻な欠陥があり、カードの視覚的な魅力が失われている可能性がある。大きな折り目や極度の変色、汚損、極度の反りがある可能性があり、内容の識別が困難な場合がある。カード前後のセンタリング条件は90/10以上。

### FR1.5(評価 Fair)
カードの四つ角に極度の摩耗があり、表面に擦り傷、ひっかき傷、穴、欠け、汚れなどの深刻なダメージが見られる。この評価点を達成するためには、カードの個体部分に大きな破れなどによる欠けがあってはならない。カード前後のセンタリング条件は90/10以上。

### GOOD2(評価 Good)
カード表面に明らかな摩耗や変色があり、四つ角の丸みが顕著である。表面に軽いひっかき傷や擦り傷、汚れがある。カード前後のセンタリング条件は90/10以上。

### VG3(評価 Very Good)
四つ角に顕著な摩耗が見られ、縁が多少黄ばんだり変色している可能性がある。表面に僅かな擦り傷や軽いひっかき傷がある可能性がある。カード前後のセンタリング条件は90/10以上。

### VG-EX4(評価 Very Good-Excellent)
四つ角の摩耗はある程度抑えられており、カード本来の光沢がある程度保持されており、表面の摩耗がわずかである必要がある。軽い擦れや擦り傷が確認できる場合がある。カードのセンタリング条件は前面85/15以上、背面90/10以上。

### EX5(評価 Excellent)
四つ角にはごく僅かな摩耗がある。よく見ると軽い傷が散見される場合があるが、魅力を損なうものではない。カードの境界線が白っぽくなっている場合がある。カードのセンタリング条件は前面85/15以上、背面90/10以上。

### EX-MT6(評価 Excellent-Mint)
詳細な検査でのみ検出される微細な傷がある場合がある。摩耗は全体的な魅力を損なわない程度に抑えられていなければならない。端に非常に僅かなノッチが見られる場合がある。カードのセンタリング条件は前面80/20以上、背面90/10以上。

### NM7(評価 Near Mint)
四つ角に僅かなほつれが見られる場合がある。全体に僅かな初期傷（カード印刷時の傷）が見られる可能性がある。ワックス染みは裏面のみ許容される。カード本来の光沢がほぼ維持されている必要がある。カードのセンタリング条件は前面70/30～75/25以上、背面90/10以上。

### NM-MT8(評価 Near Mint-Mint)
カード裏面に僅かなワックス染みが見られる。四つ角に僅かなほつれが2か所以下で存在している。僅かな初期傷が見られる。カードのセンタリング条件は前面65/35～70/30以上、背面90/10以上。

### MINT9(評価 Mint)
裏面の僅かな染み、僅かな初期傷、僅かなオフホワイトの境界線といったいずれかの欠陥が1つだけ見られる。カードのセンタリング条件は前面60/40～65/35以上、背面90/10以上。

### GEM-MT10(評価 Gem Mint)
事実上完璧なカードを意味する。シャープな四つ角、シャープな印刷、欠損のない光沢を保持し、いかなる種類の汚れも保持していない。センタリング条件は前面55/45～60/40以上、背面75/25以上。